# Sofia Doroteia da Prússia
Sofia Doroteia da Prússia (em alemão:  Sofia Doroteia Marie von Preußen; 25 de janeiro de 1719 – 13 de novembro de 1765) foi o nono filho e quinta filha de Frederico Guilherme I da Prússia e de Sofia Doroteia de Hanôver. Pelo casamento, tornou-se marquesa de Brandemburgo-Schwedt.

## Biografia

### Casamento e filhos
A 10 de novembro de 1734, em Potsdam, Sofia casou-se com o seu parente da Casa de Hohenzollern, Frederico Guilherme, filho de Felipe Guilherme e da princesa Carlota Joana, filha de João Jorge II de Anhalt-Dessau. Tiveram cinco filhos:
1. Frederica de Brandemburgo-Schwedt (18 de dezembro de 1736 – 9 de março de 1798); casada com Frederico II Eugénio, Duque de Württemberg
2. Isabel Luísa (22 de abril de 1739 – 10 de fevereiro de  1820); casou-se com seu tio Augusto Ferdinando
3. Jorge Luís (10 de setembro de 1741 – 28 de abril de  1742)
4. Filipina de Brandemburgo-Schwedt (10 de outubro de 1745 – 1 de maio de 1800); casada com  Frederico II de Hesse-Cassel
5. Jorge Frederico (3 de maio de 1749 – 13 de agosto de 1751)

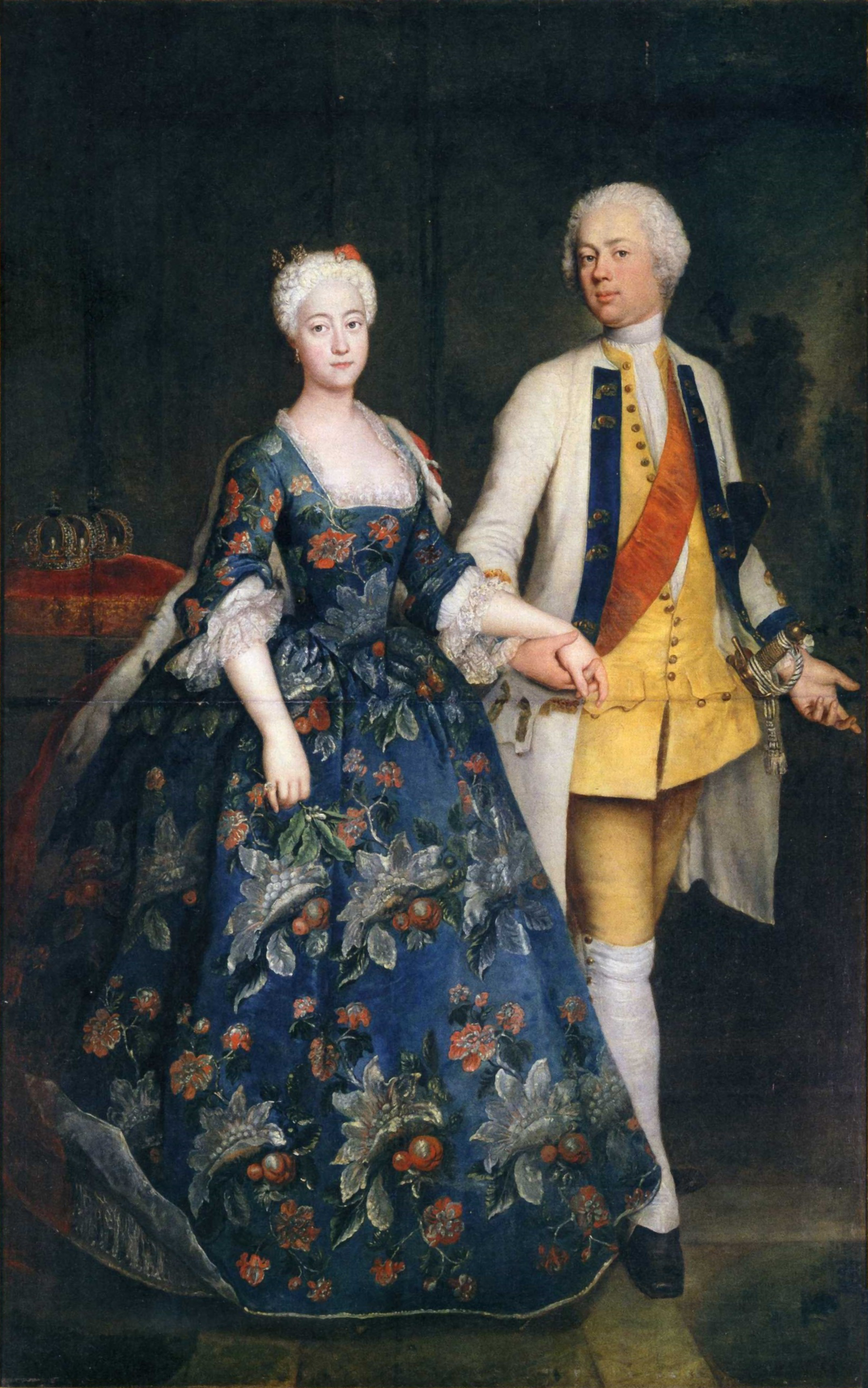
Sofia e seu cônjuge

Frederico Guilherme tinha mais dezanove anos do que a princesa e foi chamado de "marquês louco" por causa de suas brincadeiras e modos rudes. 
O relacionamento deles não era feliz, e, posteriormente, eles viveram em locais separados: Sofia viveu no Castelo de Montplaisir, e o marquês viveu no castelo de Schwedt. Sofia não tinha, segundo registos da época, os mesmos interesses e gostos que suas irmãs. A Marca de Schwedt era um estado pequeno, mas tinha boas finanças por ter recebido vários huguenotes fugidos da França.